# جنوویچی
شهر جنوویچی (به روسی: Ђеновићи) در کشور مونته‌نگرو واقع شده‌است. جمعیت این شهر ۱٬۲۷۲ نفر  است.